# Somos Seis
Somos Seis é um livro psicografado pelo médium brasileiro Chico Xavier, editado em 1977 pela Editora GEEM.

## Resumo
A obra traz seis histórias, frutos de cartas psicografadas, cujos dois dos signatários seriam jovens vitimados pelo incêndio do Edifício Joelma, ocorrido na cidade de São Paulo em 1 de fevereiro de 1974, que resultou em 189 mortes e 345 feridos. Dois outros morreram afogados e os dois restantes de causas naturais.
Uma das histórias do livro é da professora Volquimar Carvalho dos Santos, 21 anos, que trabalhava no setor de processamento de dados de um banco que funcionava no 23º andar do Edifico Joelma. Ela era funcionária da empresa havia um ano e meio. Seu irmão Álvaro trabalhava no 10º andar do mesmo prédio. A família de Volquimar é espírita. 
Ao ser dado o aviso de incêndio Volquimar e outras quatro colegas tentaram fugir pela escada, mas quase foram atropeladas pelos funcionários desesperados que tentavam se salvar. Elas correram para a cobertura do prédio mas acabaram morrendo por asfixia. Álvaro, irmão de Volquimar, sobreviveu ao incêndio e reconheceu o corpo da irmã no IML, horas depois. Passados alguns meses Volquimar teria enviado uma mensagem psicografada para a mãe, através do médium Chico Xavier, onde relatou seus últimos minutos de vida.

## Longa-metragem
Em 1979, baseado na obra, foi lançado o longa-metragem Joelma 23° andar, dirigido por Clery Cunha, no qual a atriz Beth Goulart, aos dezoito anos, interpretou a jovem Lucimar, personagem baseado na professora Volquimar Carvalho.